# Cucina slovena
La cucina slovena è l'espressione dell'arte culinaria sviluppata in Slovenia. È caratterizzata per essere una cucina molto varia a seconda della regione presa in considerazione: infatti, secondo uno studio di etnologia, nel paese sono presenti 23 regioni gastronomiche.
Nella cucina slovena ritroviamo, pertanto, la cucina mediterranea, la cucina della pannonia, delle alpi e della penisola balcanica.

## Piatti tradizionali
- Ajdovi žganci
- Belokranjska povitica
- Belokranjska pogača STG
- Bujta repa
- Funšterc
- Idrijski žlikrofi STG
- Kmečka pojedina
- Kranjska klobasa

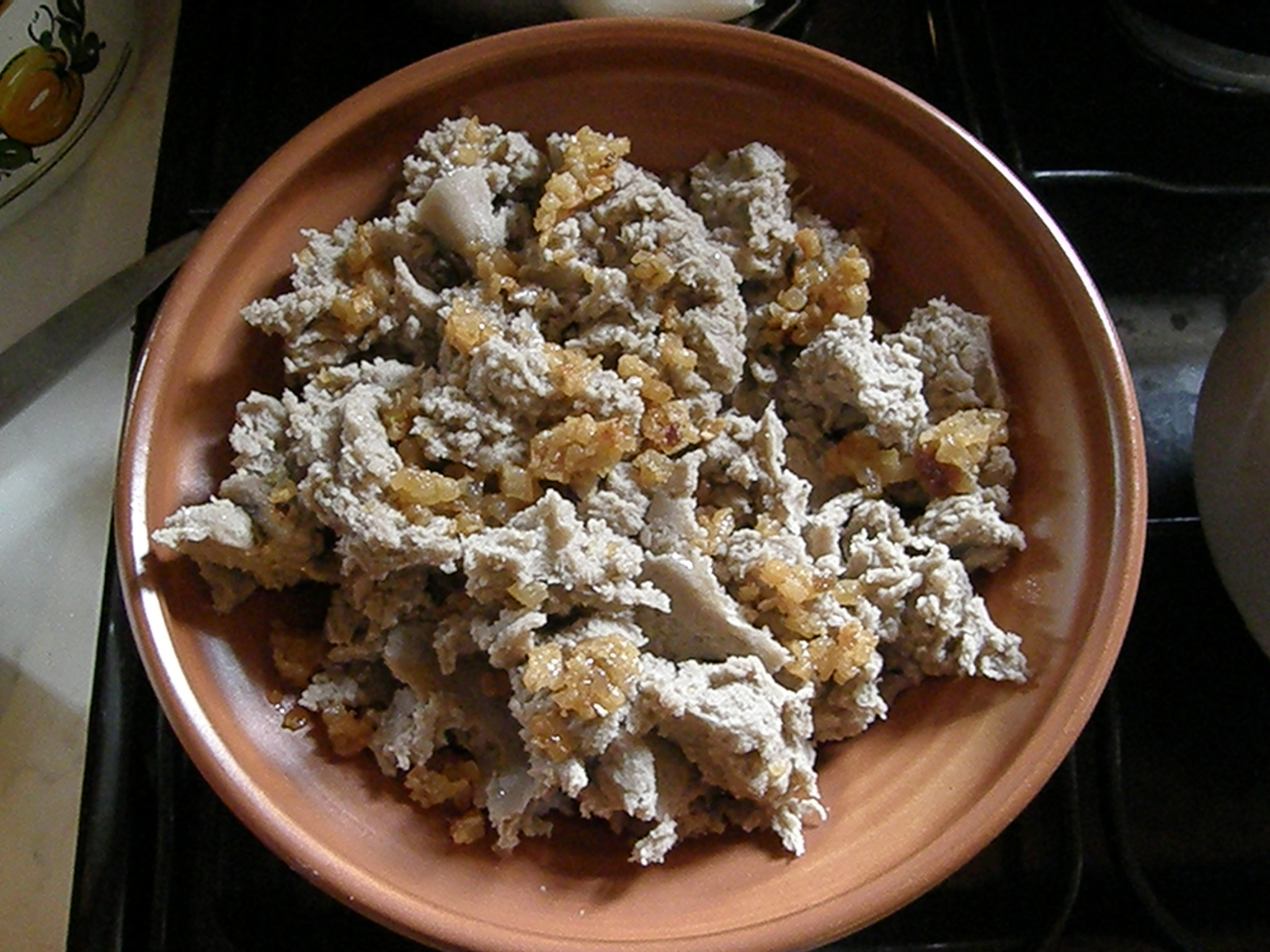
Ajdovi žganci con ciccioli

- Ljubljanska: simile alla Wiener Schnitzel
- Matevž
- Mavželj
- Mežerli
- Mineštra
- Obara
- Pirh
- Potica
- Prekmurska gibanica STG
- Ričet
- Špehovka
- Vipavska jota
- Bakalca
- Bobiči
- Bograč
- Prežganka è il piatto tradizionale, fatto di farina, semi di cumino e uova sbattute[3]
- Šara

### Piatti vegetariani
- Ajdovi žganci, žganci è un piatto presente anche nella cucina croata, simile alla polenta  anche se preparata con grani fini.[4]
- Aleluja
- Bezgovo cvrtje
- Čompe
- Fritaja è un piatto tipico anche della cucina croata.[4]
- Jabolčna čežana
- Kaša è un piatto tipico di tutte le cucine dell'est Europa[5]
- Krapi
- Maslovnik
- Medla
- Mešta
- Njoki
- Smojka
- Štruklji

### Piatti a base di carne
- Budelj
- Bujta repa
- Bunka (food)
- Furešna
- Jetrnice
- Kranjska klobasa (salsiccia della Carniola), uno dei prodotti più celebri, vi sono tracce di tale pietanza sin dal 1896.[6]
- Krvavice
- Ljubljanska
- Mavta
- Mavželj
- Meso v tünki
- Mežerli
- Povijaka
- Prata
- Pršut
- Šivanka
- Švacet
- Vampi
- Zaseka
- Želodec

### Dolci

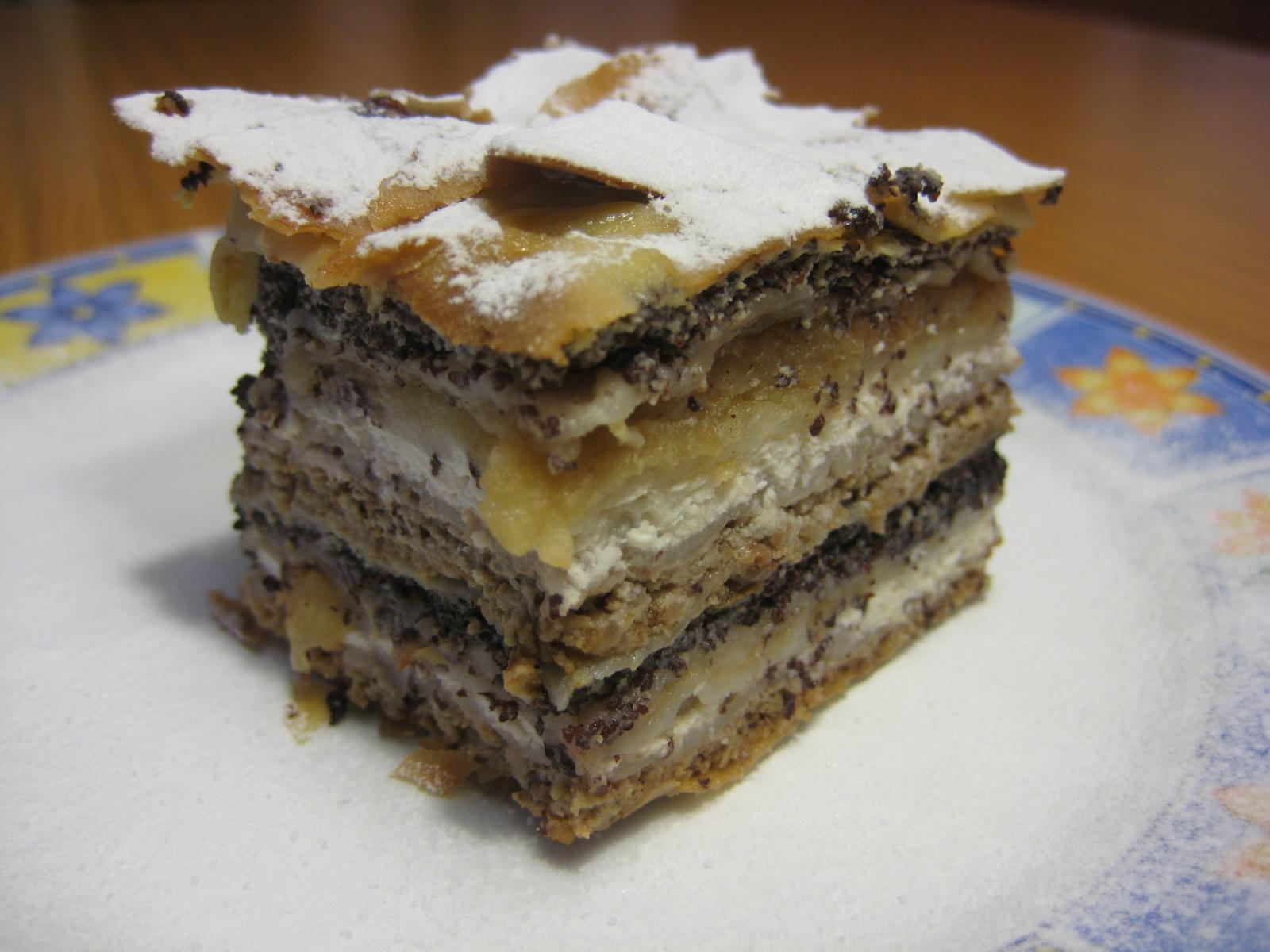
Prekmurska gibanica

- Bobi
- Buhteljni
- Cmoki
- Hajdinjača
- Kremna rezina
- Krhki flancati
- Krofi
- Kvasenica
- Miške
- Mlinci
- Ocvirkovica
- Pinca
- Pogača
- Potica
- Posolonka
- Prekmurska gibanica
- Šarkelj
- Škofjeloški kruhek
- Špehovka
- Vrtanek
- Zlevanka

### Alcolici
- Brinjevec
- Češnjevec (cherry brandy)
- Cviček (vino sloveno della regione della bassa Carniola)
- Kislo mleko
- Šabesa
- Slivovka
- Tolkovec
- Tropinovec
- Pinjenec (kefir)
- Pivovarna Laško